# Мошки (Торжокский район)
Мошки́ — деревня в Торжокском районе Тверской области. Административный центр Мошковского сельского поселения, образованного в 2005 году.
Расположена в 25 километрах к югу от районного центра Торжок, на автодороге «Торжок — Высокое — Берново — Старица». По западной окраине протекает речка Крапивня (Крапивка), которая к югу от деревни впадает в реку Рачайна.

## История
В XIX веке Мошки относились к Упирвицкому приходу одноименной волости Новоторжского уезда Тверской губернии. В 1859 году в Мошках было 50 дворов и 441 житель, в 1884 — 97 дворов и 559 жителей. Отхожие промыслы крестьян деревни: каменщики, сапожники, кирпичники, плотники, пильщики, чернорабочие, прислуга. В 1871 году открыта земская школа, фельдшерский пункт. По переписи 1920 года в Мошках, центре одноименной волости и сельсовета, было 122 двора и 632 жителя.
C 1936 по 1963 деревня центр сельсовета Высоковского района Калининской области.
Во время Великой Отечественной войны немецко-фашистские войска были остановлены в октябре 1941 года южнее деревни, на рубеже реки Рачайна. Два месяца, до конца декабря, деревня была прифронтовой. В Мошках братская могила советских воинов.
В Мошках находится центральная усадьба колхоза «9 января», школа, ясли-сад, Дом культуры, библиотека, отделение связи, амбулатория.

## Население
В 1996 году в деревне было 229 хозяйств и 552 жителя.
На начало 2008 года население составляло 568 жителей.
| 1859 | 1884 | 1920 | 1997 | 2002 | 2010 |
| ---- | ---- | ---- | ---- | ---- | ---- |
| 472  | ↗559 | ↗632 | ↘552 | ↘511 | ↗556 |